# Drubec
Drubec är en kommun i departementet Calvados i regionen Normandie i norra Frankrike. Kommunen ligger i kantonen Pont-l'Évêque som ligger i arrondissementet Lisieux. År 2022 hade Drubec 111 invånare.

## Befolkningsutveckling
Antalet invånare i kommunen Drubec
Referens: INSEE